# Morten Moldskred
Morten Opsahl Moldskred (Ulsteinvik, 13 giugno 1980) è un ex calciatore norvegese, di ruolo attaccante.

## Carriera

### Club

#### Hødd e Moss
Moldskred ha militato nelle giovanili dell'Haddal, per poi entrare in quelle dell'Hødd. È stato aggregato in prima squadra a partire dalla 1. divisjon 1998. Al termine del campionato 1999, la squadra è retrocessa in 2. divisjon. Nel 2000 ha riconquistato la promozione e Moldskred è rimasto in forza all'Hødd fino al termine del campionato 2001.
Nel 2002 è stato ingaggiato dal Moss, compagine all'epoca militante in Eliteserien. Ha esordito nella massima divisione locale in data 28 aprile, subentrando a Gard Kristiansen nella sconfitta casalinga per 0-1 contro l'Odd Grenland. Il 30 giugno ha segnato la prima rete, nel successo per 0-4 sul campo del Sogndal. Il Moss ha chiuso l'annata al 13º posto, retrocedendo così in 1. divisjon.

#### Aalesund
Nel 2003 è stato ceduto all'Aalesund, appena promosso in Eliteserien. Ha debuttato con questa maglia il 13 aprile, schierato titolare nella sconfitta casalinga per 2-3 contro il Tromsø. Il 29 maggio ha trovato la prima rete, nel pareggio interno per 2-2 contro l'Odd Grenland. L'Aalesund ha chiuso la stagione al 13º posto, retrocedendo pertanto in 1. divisjon.
Moldskred è rimasto in squadra ed ha contribuito all'immediata promozione dell'Aalesund, con 15 reti in 29 apparizioni in campionato. L'Aalesund è retrocesso nuovamente al termine dell'Eliteserien 2005, con Moldskred che ha lasciato il club congedandosi con 79 presenze e 20 reti nel solo campionato.

#### Haugesund e Tromsø
In scadenza di contratto con l'Aalesund, Moldskred è ha firmato un contratto triennale con l'Haugesund, valido a partire dal 1º gennaio 2006. Un infortunio al legamento crociato gli ha impedito di giocare con questa maglia.
L'allenatore del Tromsø Ivar Morten Normark, che lo aveva avuto in squadra all'Aalesund, lo ha comunque voluto con sé, tesserandolo nel corso della finestra di trasferimento estiva del 2006 e facendogli sottoscrivere un accordo triennale. Dopo molti mesi lontano dai campi da gioco, quindi, in data 30 luglio 2006 ha potuto esordire con questa maglia: è subentrato a Thomas Hafstad nel successo casalingo per 2-0 sul Molde.
Pienamente recuperato per il campionato 2007, il 13 giugno ha trovato le prime reti con questa maglia, siglando una quaterna nel successo esterno per 0-6 sullo Stjørdals-Blink, sfida valida per il secondo turno del Norgesmesterskapet. Il 20 giugno successivo ha realizzato il primo gol in campionato, nella vittoria in trasferta sul campo dello Strømsgodset col punteggio di 1-2.
Nel campionato 2008 ha contribuito al 3º posto finale della sua squadra ed alla conseguente qualificazione all'Europa League 2009-2010. Il 16 luglio 2009 ha dunque disputato il primo incontro nelle competizioni europee per club, venendo impiegato da titolare nel pareggio per 0-0 in casa della Dinamo Minsk, match valido per l'andata del secondo turno di qualificazione alla manifestazione. Moldskred è rimasto in forza al club fino al termine della stagione.

#### Rosenborg
Il 6 gennaio 2010, Tromsø e Rosenborg hanno raggiunto un accordo per il passaggio del calciatore nel club di Trondheim: la cifra del trasferimento è stata valutata attorno ai 3.5 milioni di corone, che a seconda di alcuni bonus sarebbe potuta salire fino a 5 milioni. Ha esordito in squadra il 7 marzo successivo, nella Superfinalen: è stato schierato titolare nella vittoria per 1-3 contro l'Aalesund, conquistando il primo trofeo con questa maglia. Il 14 marzo ha giocato la prima partita in Eliteserien, impiegato nella vittoria per 1-2 sul campo del Molde. Ha avuto un inizio difficile, per trovare la prima rete in campionato in data 25 luglio, sancendo il successo per 1-2 in casa dello Stabæk. Il Rosenborg si è aggiudicato la vittoria finale in campionato, con Moldskred che ha totalizzato 37 presenze e 7 reti tra tutte le competizioni.
Ha subito un infortunio prima della stagione 2011, che gli ha ridotto lo spazio. Successivamente è scivolato indietro nelle gerarchie dell'allenatore, a causa degli acquisti di Bořek Dočkal, Mohammed-Awal Issah e John Chibuike. È rimasto in squadra fino al termine della stagione, disputando 25 presenze e 5 reti tra campionato e coppe.

#### Aarhus
Il 26 gennaio 2012 è passato ai danesi dello Aarhus. Ha esordito nella Superligaen in data 23 maggio, subentrando a Casper Sloth nella sconfitta casalinga per 0-2 contro il Midtjylland. In quella stessa stagione, l'Aarhus ha chiuso al 5º posto in classifica, centrando così la qualificazione per i turni preliminari dell'Europa League 2012-2013, manifestazione in cui il norvegese non è mai stato utilizzato. Ha disputato un'altra partita di campionato nel corso della sua militanza in squadra, prima di rescindere il contratto che lo legava al club in data 31 gennaio 2013.

#### Nuovamente al Tromsø
Contestualmente alla rescissione del contratto con la compagine danese, è stato annunciato che Moldskred avrebbe fatto ritorno al Tromsø. È tornato a calcare i campi da gioco norvegesi il 17 marzo 2013, quando è stato schierato titolare nel pareggio per 2-2 contro il Sogndal. Il 6 aprile ha ritrovato il gol, nel 2-2 maturato in casa dello Start. Al termine di quella stessa annata, il Tromsø è retrocesso in 1. divisjon.
Rimasto in squadra, Moldskred ha contribuito al ritorno del Tromsø in Eliteserien con 7 reti in 28 apparizioni. Ha giocato con questa casacca per un'ulteriore stagione, in Eliteserien, lasciando il Tromsø con 200 presenze e 62 reti tra tutte le competizioni, svincolandosi.

#### Finnsnes
Libero da vincoli contrattuali, Moldskred è stato tesserato dal Finnsnes, compagine militante in 2. divisjon. Ha esordito in squadra l'8 maggio 2016, segnando anche una rete nel successo casalingo per 5-1 sul Grorud. Ha chiuso l'annata con 17 presenze e 3 reti in campionato, in cui il Finnsnes si è classificato al 2º posto.
Terminata la prima stagione in squadra, Moldskred si è detto incerto sulla possibilità di continuare la militanza nel Finnsnes, chiarendo però di non avere intenzione di lasciare il calcio. Anche grazie ai buoni uffici dell'allenatore Bjørn Johansen, Moldskred è stato infine confermato nella rosa in vista della stagione 2017.

### Nazionale
Ha esordito per la Norvegia il 5 settembre 2009, nella partita di qualificazione al mondiale 2010 contro l'Islanda, terminata con un pareggio per 1-1. Il 3 marzo 2010 ha trovato la prima – ed unica – rete, con cui ha sancito il successo in amichevole per 0-1 sulla Slovacchia.

## Statistiche

### Presenze e reti nei club
Statistiche aggiornate al 27 ottobre 2017.
| Stagione         | Club             | Campionato       | Campionato | Campionato | Coppe nazionali | Coppe nazionali | Coppe nazionali | Coppe continentali | Coppe continentali | Coppe continentali | Supercoppe | Supercoppe | Supercoppe | Totale | Totale |
| Stagione         | Club             | Comp             | Pres       | Reti       | Comp            | Pres            | Reti            | Comp               | Pres               | Reti               | Comp       | Pres       | Reti       | Pres   | Reti   |
| ---------------- | ---------------- | ---------------- | ---------- | ---------- | --------------- | --------------- | --------------- | ------------------ | ------------------ | ------------------ | ---------- | ---------- | ---------- | ------ | ------ |
| 1998             | Hødd             | 1D               | ?          | ?          | CN              | ?               | ?               | -                  | -                  | -                  | -          | -          | -          | ?      | ?      |
| 1999             | Hødd             | 1D               | 10         | 2          | CN              | ?               | ?               | -                  | -                  | -                  | -          | -          | -          | 10+    | 2+     |
| 2000             | Hødd             | 2D               | ?          | ?          | CN              | ?               | ?               | -                  | -                  | -                  | -          | -          | -          | ?      | ?      |
| 2001             | Hødd             | 1D               | 26         | 7          | CN              | 2               | 0               | -                  | -                  | -                  | -          | -          | -          | 28     | 7      |
| Totale Hødd      | Totale Hødd      | Totale Hødd      | 36+        | 9+         |                 | 2+              | 0+              |                    | -                  | -                  |            | -          | -          | 38+    | 9+     |
| 2002             | Moss             | ES               | 11         | 1          | CN              | 3               | 2               | -                  | -                  | -                  | -          | -          | -          | 14     | 3      |
| 2003             | Aalesund         | ES               | 26         | 4          | CN              | 3               | 3               | -                  | -                  | -                  | -          | -          | -          | 29     | 7      |
| 2004             | Aalesund         | 1D               | 29         | 15         | CN              | ?               | ?               | -                  | -                  | -                  | -          | -          | -          | 29+    | 15+    |
| 2005             | Aalesund         | ES               | 24         | 1          | CN              | 4               | 2               | -                  | -                  | -                  | -          | -          | -          | 28     | 3      |
| Totale Aalesund  | Totale Aalesund  | Totale Aalesund  | 79         | 20         |                 | 7+              | 5+              |                    | -                  | -                  |            | -          | -          | 86+    | 25+    |
| gen.-lug. 2006   | Haugesund        | 1D               | 0          | 0          | CN              | 0               | 0               | -                  | -                  | -                  | -          | -          | -          | 0      | 0      |
| lug.-dic. 2006   | Tromsø           | ES               | 3          | 0          | CN              | -               | -               | -                  | -                  | -                  | -          | -          | -          | 3      | 0      |
| 2007             | Tromsø           | ES               | 22         | 12         | CN              | 4               | 4               | -                  | -                  | -                  | -          | -          | -          | 26     | 16     |
| 2008             | Tromsø           | ES               | 21         | 10         | CN              | 4               | 3               | -                  | -                  | -                  | -          | -          | -          | 25     | 13     |
| 2009             | Tromsø           | ES               | 30         | 7          | CN              | 5               | 7               | UEL                | 6                  | 3                  | -          | -          | -          | 41     | 17     |
| 2010             | Rosenborg        | ES               | 20         | 3          | CN              | 4               | 3               | UCL+UEL            | 5+5                | 0+1                | SN         | 1          | 0          | 35     | 7      |
| 2011             | Rosenborg        | ES               | 17         | 5          | CN              | 3               | 0               | UCL+UEL            | 4+1                | 0                  | -          | -          | -          | 25     | 5      |
| Totale Rosenborg | Totale Rosenborg | Totale Rosenborg | 37         | 8          |                 | 7               | 3               |                    | 15                 | 1                  |            | 1          | 0          | 60     | 12     |
| gen.-giu. 2012   | Aarhus           | SL               | 1          | 0          | CD              | -               | -               | -                  | -                  | -                  | -          | -          | -          | 1      | 0      |
| 2012-gen. 2013   | Aarhus           | SL               | 1          | 0          | CD              | 0               | 0               | UEL                | 0                  | 0                  | -          | -          | -          | 1      | 0      |
| Totale Aarhus    | Totale Aarhus    | Totale Aarhus    | 2          | 0          |                 | 0               | 0               |                    | 0                  | 0                  |            | -          | -          | 2      | 0      |
| 2013             | Tromsø           | ES               | 30         | 5          | CN              | 2               | 0               | UEL                | 12                 | 1                  | -          | -          | -          | 44     | 6      |
| 2014             | Tromsø           | 1D               | 28         | 7          | CN              | 2               | 0               | UEL                | 4                  | 2                  | -          | -          | -          | 34     | 9      |
| 2015             | Tromsø           | ES               | 25         | 1          | CN              | 2               | 0               | -                  | -                  | -                  | -          | -          | -          | 27     | 1      |
| Totale Tromsø    | Totale Tromsø    | Totale Tromsø    | 159        | 42         |                 | 19              | 14              |                    | 22                 | 6                  |            | -          | -          | 200    | 62     |
| 2016             | Finnsnes         | 2D               | 17         | 3          | CN              | 0               | 0               | -                  | -                  | -                  | -          | -          | -          | 17     | 3      |
| 2017             | Finnsnes         | 2D               | 1          | 0          | CN              | 0               | 0               | -                  | -                  | -                  | -          | -          | -          | 1      | 0      |
| Totale Finnsnes  | Totale Finnsnes  | Totale Finnsnes  | 18         | 3          |                 | 0               | 0               |                    | -                  | -                  |            | -          | -          | 18     | 3      |
| Totale           | Totale           | Totale           | ?          | ?          |                 | ?               | ?               |                    | ?                  | ?                  |            | -          | -          | ?      | ?      |

### Cronologia presenze e reti in Nazionale
| Cronologia completa delle presenze e delle reti in nazionale ― Norvegia | Cronologia completa delle presenze e delle reti in nazionale ― Norvegia | Cronologia completa delle presenze e delle reti in nazionale ― Norvegia | Cronologia completa delle presenze e delle reti in nazionale ― Norvegia | Cronologia completa delle presenze e delle reti in nazionale ― Norvegia | Cronologia completa delle presenze e delle reti in nazionale ― Norvegia | Cronologia completa delle presenze e delle reti in nazionale ― Norvegia | Cronologia completa delle presenze e delle reti in nazionale ― Norvegia |
| Data                                                                    | Città                                                                   | In casa                                                                 | Risultato                                                               | Ospiti                                                                  | Competizione                                                            | Reti                                                                    | Note                                                                    |
| ----------------------------------------------------------------------- | ----------------------------------------------------------------------- | ----------------------------------------------------------------------- | ----------------------------------------------------------------------- | ----------------------------------------------------------------------- | ----------------------------------------------------------------------- | ----------------------------------------------------------------------- | ----------------------------------------------------------------------- |
| 5-9-2009                                                                | Reykjavík                                                               | Islanda                                                                 | 1 – 1                                                                   | Norvegia                                                                | Qual. Mondiali 2010                                                     | -                                                                       | 87’                                                                     |
| 9-9-2009                                                                | Oslo                                                                    | Norvegia                                                                | 2 – 1                                                                   | Macedonia                                                               | Qual. Mondiali 2010                                                     | -                                                                       | 76’                                                                     |
| 10-10-2009                                                              | Oslo                                                                    | Norvegia                                                                | 1 – 0                                                                   | Sudafrica                                                               | Amichevole                                                              | -                                                                       | 78’                                                                     |
| 14-11-2009                                                              | Ginevra                                                                 | Svizzera                                                                | 1 – 0                                                                   | Norvegia                                                                | Amichevole                                                              | -                                                                       | 50’                                                                     |
| 3-3-2010                                                                | Žilina                                                                  | Slovacchia                                                              | 0 – 1                                                                   | Norvegia                                                                | Amichevole                                                              | 1                                                                       | 85’                                                                     |
| 29-5-2010                                                               | Oslo                                                                    | Norvegia                                                                | 2 – 1                                                                   | Montenegro                                                              | Amichevole                                                              | -                                                                       | 78’                                                                     |
| 2-6-2010                                                                | Oslo                                                                    | Norvegia                                                                | 0 – 1                                                                   | Ucraina                                                                 | Amichevole                                                              | -                                                                       | 75’                                                                     |
| 17-11-2010                                                              | Dublino                                                                 | Irlanda                                                                 | 1 – 2                                                                   | Norvegia                                                                | Amichevole                                                              | -                                                                       | 90’                                                                     |
| 9-2-2011                                                                | Faro                                                                    | Portogallo                                                              | 1 – 0                                                                   | Norvegia                                                                | Amichevole                                                              | -                                                                       | 77’                                                                     |
| Totale                                                                  |                                                                         | Presenze                                                                | 9                                                                       |                                                                         | Reti                                                                    | 1                                                                       |                                                                         |

## Palmarès

### Club

#### Competizioni nazionali
- Superfinalen: 1

Rosenborg: 2010
- Campionato norvegese: 1

Rosenborg: 2010